# (2320) Blarney
(2320) Blarney es un asteroide perteneciente al cinturón de asteroides, descubierto el 29 de agosto de 1979 por Paul Wild desde el Observatorio de Berna-Zimmerwald, Berna, Suiza.

## Designación y nombre
Designado provisionalmente como 1979 QJ. Fue nombrado Blarney en homenaje al Castillo de Blarney y a la piedra que según cuenta la leyenda te da el don de la elocuencia.